# Doi Suthep
Doi Suthep (ดอยสุเทพ), es una montaña ("doi") al oeste de Chiang Mai, Tailandia. Tiene 1,676 metros (1,8 yd) de altura y es uno de los picos gemelos de una montaña de granito. El otro pico se conoce como Doi Pui y es un poco más alto (1,685 metros (1,8 yd)).
Doi Suthep está a 15 kilómetros (9,3 mi) del centro de la ciudad de Chiang Mai. La vegetación por debajo de 1000 metros es principalmente bosque caducifolio, con bosque siempre verde por encima de esta elevación.

## Geografía

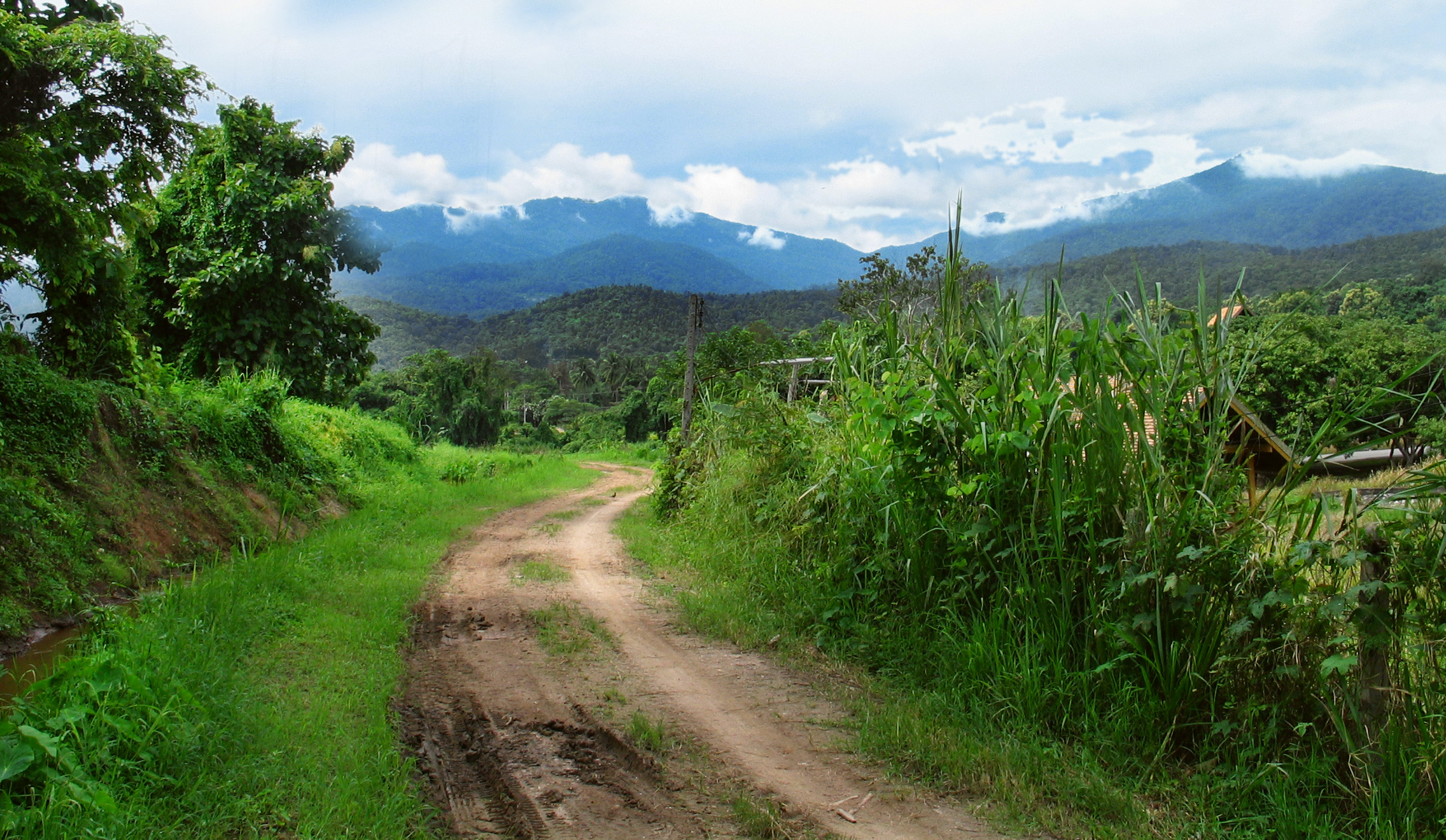
Carretera en Doi Suthep - Parque Nacional Doi Pui

La montaña Doi Suthep - Doi Pui es parte de la Cordillera de Thanon Thong Chai, el subrango más meridional del sistema Montañas Shan. Otros picos altos de la misma gama son Doi Luang Chiang Dao (2,175 metros (2,4 yd)), Doi Pui (1,685 metros (1,8 yd)), y Doi Inthanon, el punto más alto de Tailandia, a 2,565 metros (2,8 yd).
Los arroyos que fluyen hacia el este desde Doi Suthep incluyen Huai Kaew (ห้วยแก้ว), Huai Kok Ma (ห้วยคอกม้า), Huai Pha Lat (ห้วยผาลาด), Huai Mae Nai (ห้วยแม่ใน), y otros. Todos los arroyos desembocan en el río Ping.
Las cascadas ubicadas al este de la cumbre de Doi Suthep incluyen:
- Cascada de Monthathan (น้ำตกมณฑาธาร), ubicada en la selva tropical, siempre verde.
- Cascada Sai Yoi (น้ำตกไทรย้อย), ubicada en la selva tropical, siempre verde.
- Cascada Huai Kaew (น้ำตกห้วยแก้ว), ubicada aguas abajo del acantilado Pha Ngoep (ผาเงิบ) y el estanque Wang Bua Ban (วังบัวบาน).
- Cascada de Maa Hai (น้ำตกรตาดหมาไห้), ubicada en la ladera sur de Doi Suthep.

## Geología
La montaña consiste en granito uniforme del Misisípico que se formó originalmente bajo tierra c. hace 330 millones de años. Fue levantado c. hace 50 millones de años durante la Orogenia del Himalaya. El shale del Ordovícico Medio, c. 475 millones de años, se encuentra al sur del pico en la parte sur del parque nacional.

## Templo
El templo Wat Phra That Doi Suthep está en lo alto de una colina (alrededor de 1060 metros de altura) formando Doi Suthep. Este lugar de culto budista data del siglo XIV. Es un lugar importante para los devotos y una leyenda que presenta un elefante blanco está relacionada con este sitio venerado. Hay vistas de la ciudad de Chiang Mai y sus alrededores desde la cima de esta montaña.

## Parque Nacional
Esta montaña forma parte del Parque Nacional Doi Suthep-Pui. El parque fue establecido en 1981 y tiene una superficie de 261 kilómetros cuadrados (100,8 mi²) que incluye el templo Wat Phrathat Doi Suthep, así como el Palacio Bhubing Rjanives, más arriba en la montaña.
Doi Pui, el otro pico del macizo, está cerca por una carretera asfaltada y por caminos forestales. La gente Hmong, un subgrupo de los Miao, vive en las colinas de los alrededores.

## Ambiente

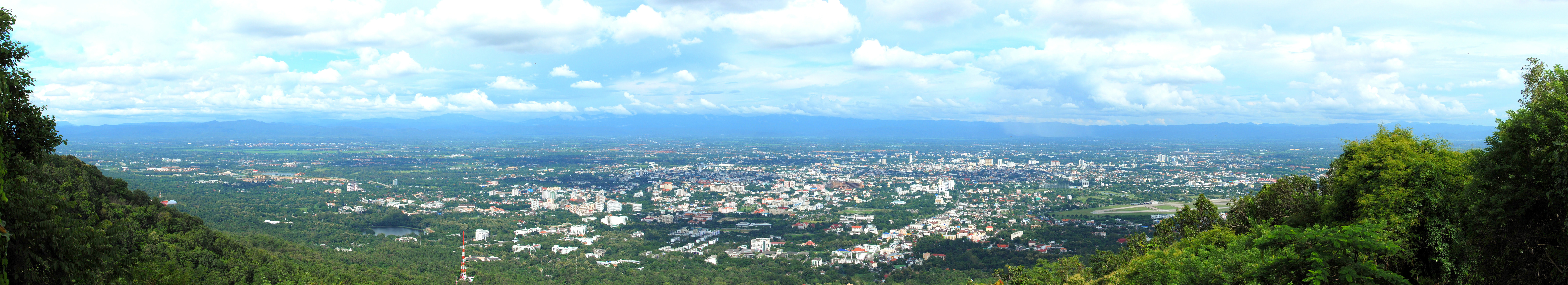
Chiang Mai y alrededores vistos desde Doi Suthep

El jefe del Parque Nacional Doi Suthep-Pui expresó su preocupación en 2018 por la creciente cantidad de basura producida por la gran cantidad de turistas que visitan el templo Doi Suthep, un sitio de visita obligada para los turistas de Chiang Mai. El agua sin tratar y la basura de más de 300 tiendas y una gran cantidad de turistas están dañando el entorno natural de la zona. Las aguas residuales sin tratar fluyen directamente a la cascada de Huai Rap Sadet. La peregrinación anual de Vesak hasta Doi Suthep deja más de 30 toneladas de basura a su paso.

## Proyecto de vivienda
El gobierno tailandés comenzó a construir un proyecto de viviendas tradicionales para funcionarios judiciales en tierras boscosas propiedad del Departamento del Tesoro en 2015. El proyecto iba a incluir 13 viviendas para personal general en una zona y 45 viviendas para jueces y altos cargos en otra. Hubo activismo en los medios de comunicación y protestas callejeras que se movilizaron contra el proyecto debido a preocupaciones ambientales. En mayo de 2018, el gobierno tailandés acordó detener el proyecto de infraestructura y comenzó la reforestación.